# Srbac
Srbac (en serbe cyrillique : Србац) est une ville et une municipalité de Bosnie-Herzégovine située dans la république serbe de Bosnie. Selon les premiers résultats du recensement bosnien de 2013, la ville intra muros compte 3 005 habitants et la municipalité 19 001.
Srbac était autrefois connue sous le nom de Svinjar (Свињар).

## Géographie
Srbac est situé au confluent du Vrbas et de la Save, le long de la frontière entre la Bosnie-Herzégovine et la Croatie. L'altitude y est comprise entre 89 m au village de Vlaknica et 652 m au mont Gradina.
La municipalité est entourée par celles de Derventa, Gradiška, Laktaši et Prnjavor.

## Climat
Srbac possède un climat continental, avec des hivers rudes et des étés chauds. Le mois le plus chaud de l'année est juillet, avec une température moyenne de 25 °C et le mois le plus froid est janvier, avec une température moyenne de −5 °C. La moyenne annuelle des précipitations y est de 875 mm.

## Histoire
Dans les premiers documents écrits sur la ville en 1596, elle est nommée Svinjar, la « porcherie » par Hafiz Ahmed-paša qui la traverse la même année avec son armée pour envahir l'Autriche ; le seigneur musulman trouvait qu'il y avait trop de cochons dans la ville ; cette appellation a été reprise par les cartographes autrichiens en 1621[réf. nécessaire].

## Localités

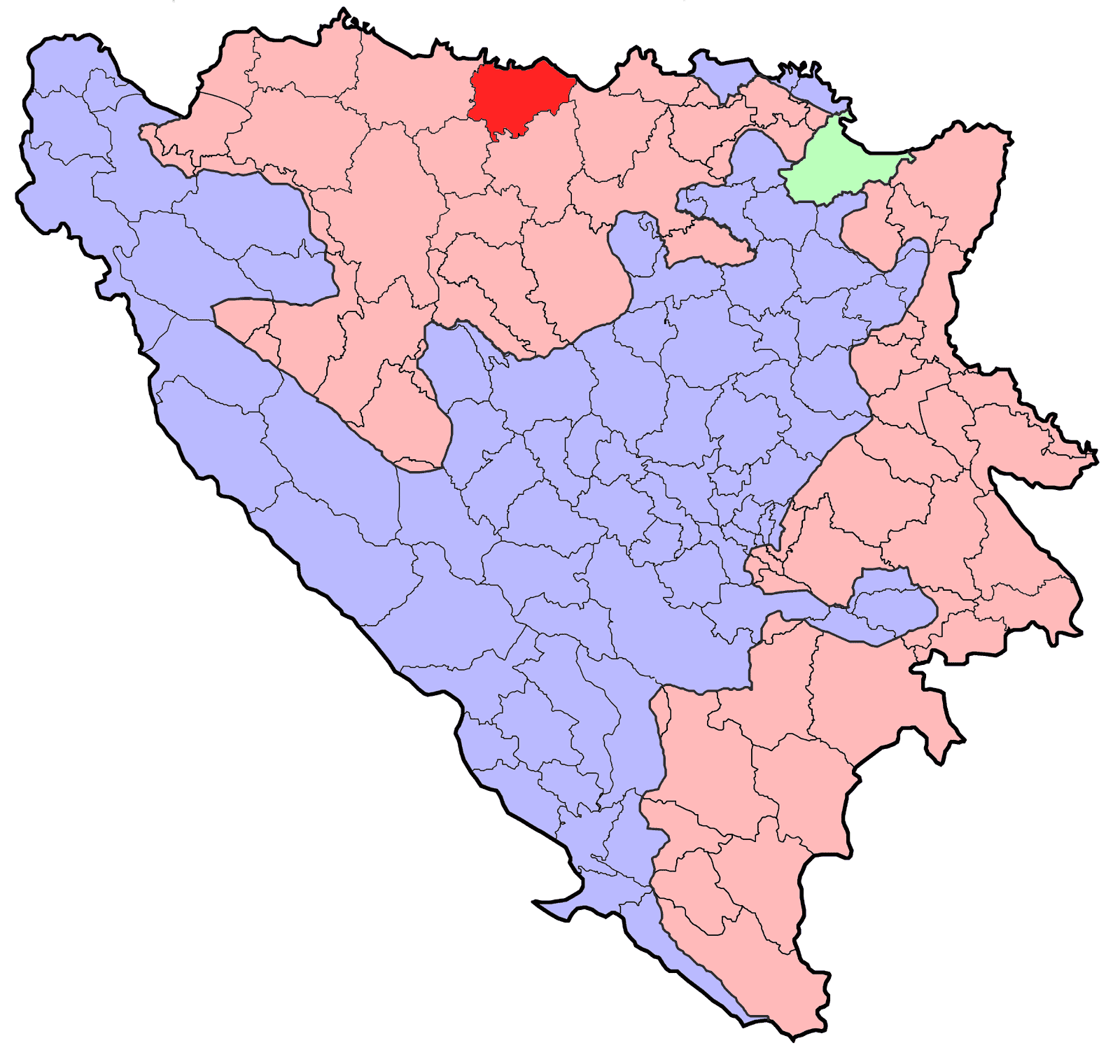
Localisation de la municipalité de Srbac en Bosnie-Herzégovine

La municipalité de Srbac compte 39 localités :
| - Bajinci - Bardača - Brezovljani - Brusnik - Crnaja - Ćukali - Donja Lepenica - Donji Kladari - Donji Srđevići - Dugo Polje | - Gaj - Glamočani - Gornja Lepenica - Gornji Kladari - Gornji Srđevići - Ilićani - Inađol - Kaoci - Kobaš - Korovi | - Kukulje - Lilić - Nova Ves - Novi Martinac - Nožičko - Povelič - Prijebljezi - Rakovac - Razboj Ljevčanski - Razboj Župski | - Resavac - Seferovci - Selište - Sitneši - Sitneši Mali - Srbac - Srbac Selo - Stari Martinac - Vlaknica |

## Démographie

### Villeintra muros

#### Évolution historique de la population dans la villeintra muros
| 1948 | 1953 | 1961 | 1971  | 1981  | 1991  | 2013  |
| ---- | ---- | ---- | ----- | ----- | ----- | ----- |
| 573  | 492  | 789  | 1 437 | 2 442 | 3 043 | 3 005 |

|  |

### Municipalité

#### Évolution historique de la population dans la municipalité
| 1971   | 1981   | 1991   | 2013   |
| ------ | ------ | ------ | ------ |
| 21 226 | 22 336 | 21 840 | 19 001 |

#### Répartition de la population par nationalités dans la municipalité (1991)
En 1991, sur un total de 21 840 habitants, la population se répartissait de la manière suivante :

## Politique
À la suite des élections locales de 2012, les 25 sièges de l'assemblée municipale se répartissaient de la manière suivante :
| Parti                                               | Sièges |
| --------------------------------------------------- | ------ |
| Alliance des sociaux-démocrates indépendants (SNSD) | 12     |
| Parti démocratique serbe (SDS)                      | 4      |
| Coalition Zvono Srbac                               | 4      |
| Parti démocratique (DP)                             | 3      |
| Parti socialiste (SP)                               | 1      |
| Alliance démocratique nationale (DNS)               | 1      |

Drago Ćirić, membre de la coalition Zvono Srbac, a été élu maire de la municipalité,.

## Personnalités
- Uglješa Kojadinović, acteur
- Žarko Šarić, écrivain
- Rajko Kasagić
- Proko Dragosavljević